# Just Dance 2025 Edition
Just Dance 2025 Edition is een muziekspel uitgebracht door Ubisoft voor de PlayStation 5, Xbox Series en Nintendo Switch. Het is het vervolg op Just Dance 2024 Edition. Het spel werd wereldwijd uitgebracht op 15 oktober 2024.